# یورگ دامه
یورگ دامه (آلمانی: Jörg Damme؛ زادهٔ ۹ مهٔ ۱۹۵۹) تیرانداز تراپ اهل آلمان بود.